# Капчица любов
„Капчица любов“ (на испански: Gotita de amor) е мексиканска юношеска теленовела от 1998 г., режисирана от Карина Дупрес, и продуцирана от Никандро Диас за Телевиса. Адаптация е на теленовелата Gotita de gente от 1978 г., създадена от Раймундо Лопес.
В главните роли са Лаура Флорес и Алехандро Ибара, а в отрицателните – Пилар Монтенегро и Мерседес Молто.

## Сюжет
Исабел е изоставена на прага на сиропиталище няколко дни след раждането си. Израства сред игрите и закачките на другите деца и с лошото отношение на деспотичната директорка Хуста Киньонес. Един ден, съучениците на Исабел ѝ показват фалшив акт за раждане, на който пише, че Хесус Гарсия е неин баща, който е жив и живее в град Мексико. С илюзията, че има семейство бяга от сиропиталището към Мексико, за да търси предполагаемия си родител.
Хесус Гарсия е беден уличен търговец, обикалящ по улиците на града. Един ден се появява малката Исабел, която твърди, че той е неин баща. Така двамата започват да градят връзката баща-дъщеря. В същото време, Мария Фернанда Де Сантяго, изискана жена от богато семейство, не е спирала да търси дъщеря си, която е била открадната при раждането (бащата е Улисес Аредондо). Един ден, Мария Фернанда среща Исабел и Хесус и е убедена, че това момиченце е найната дъщеря и започва битка, за да си върне детето, без да подозира, че любовта ще постави нещата по местата им.
Тази детска история предизвиква сълзи и смях с премеждията на едно сираче, което се бори, за да се сбъдне мечтата му – да има истински дом. Въпреки лошото отношение, липсата на обич и внимание, ентусиазъм и оптимизъм никога не губи, давайки нежност и любов към хората около нея, поради което я наричат „Капчица любов“. Благодарение на борбения си дух, Капчица любов осъществява мечтата си да има семейство.

## Актьори
Част от актьорския състав:
- Лаура Флорес – Мария Фернанда Де Сантяго
- Алехандро Ибара – Хесус Гарсия
- Андреа Лагунес – Исабел „Чабелита“ Аредондо Де Сантяго
- Мерседес Молто – Лукресия Саманиего де Сотомайор
- Пилар Монтенегро – Арселия Олмос
- Евита Муньос „Чачита“ – Лолита
- Пати Диас – Лорена
- Адриана Фонсека – Паола
- Марта Рот – Далила
- Иран Еори – Игуменка
- Хайме Гарсия – Детектив Ромо
- Раул Араиса – Гилермо Контрерас
- Алисия Монтоя – Тринидад
- Марта Офелия Галиндо – Леокадия
- Ванеса Вийела – Найда
- Кармен Амескуа – Сестра Марсела
- Едуардо Линян – Константино Контрерас

## Премиера
Премиерата на Капчица любов е на 17 август 1998 г. по Canal de las Estrellas. Последният 75. епизод е излъчен на 27 ноември 1998 г.

## Адаптации
- Капчица любов е адаптация на мексиканската теленовела Gotita de gente, продуцирана за Телевиса през 1978 г. от Валентин Пимщейн, с участието на Грасиела Маури, Лиляна Абуд и Хорхе Ортис де Пинедо.